# Football Club Volendam
Maillots
Actualités
Dernière mise à jour : 18 mai 2025.
Le Football Club Volendam est un club néerlandais de football situé à Volendam. Il évolue en  Eredivisie pour la saison 2025-2026. Il est surnommé « Het andere Oranje » (en français : « l'autre Orange »), par rapport au surnom de l'équipe nationale. Le club est connu pour ses nombreuses montées et descentes entre la première et la deuxième division.

## Histoire

### Les débuts
Le club est fondé le 1er juin 1920 sous le nom Victoria puis en 1923 se renomme RKSV Volendam. En 1935, le club est la première fois champion de l'Association catholique néerlandaise de football (RKNVB). Trois années plus tard, le club remporte de nouveau le titre. En 1940, sur ordre de l'occupant allemand, les différentes associations de football sont fusionnées au sein de la KNVB. Après la Seconde Guerre mondiale, Volendam joue longtemps en deuxième division, en 1954 avec l'arrivée du football professionnel aux Pays-Bas, Volendam voit partir de nombreux joueurs.

### Les débuts en professionnel

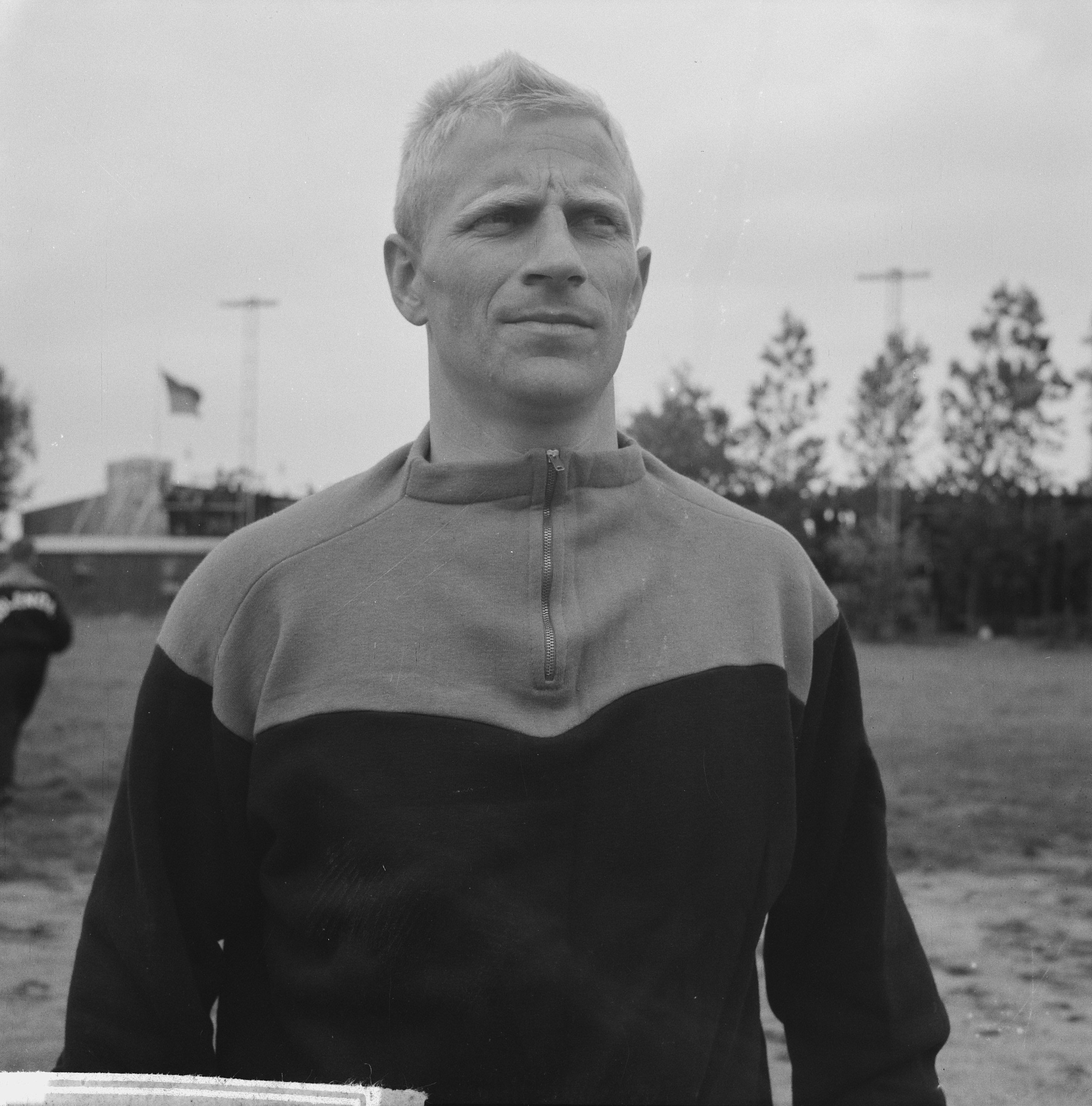
Dick Tol, le buteur du club.

En 1955, Volendam entre également dans le football professionnel. Volendam commence en Eerste klasse et termine à la troisième place, ce qui qualifie le club pour la saison inaugurale d'Eerste divisie (la deuxième division) puis termine sa première saison en deuxième division à la quatrième place. Lors de la Coupe KNVB 1957-58, Volendam atteint la finale mais sera battu par le Sparta Rotterdam (4 à 3). La saison suivante, Volendam devient champion de la deuxième division et est ainsi promu en Eredivisie (la première division) pour la première fois de son histoire.
Cependant après une saison, l'équipe a déjà été reléguée à nouveau. Mais après une saison (1960-1961) Volendam est de nouveau promu en Eredivisie. Cette fois, le séjour dure plus d'une saison. L'attaquant Dick Tol, qui allait devenir le meilleur buteur du club de tous les temps avec 276 réalisations, est devenu le meilleur buteur de l'Eredivisie lors de la saison 1961-1962. Après trois saisons en première division, l'équipe est reléguée lors de la saison 1963-1964. La troisième promotion pour Volendam a lieu en 1967. C'était la dernière saison de Dick Tol, qui est devenu le meilleur buteur de la première division cette saison-là.
L'équipe de Volendam continuera ensuite à être une vraie équipe ascenseur, elle fera une dizaine d'allers-retours entre la première division et la deuxième division jusqu'en 2022.
En 1977 la section football est scindée en deux, le secteur professionnel devient le FC Volendam et le secteur amateur le RKAV Volendam.

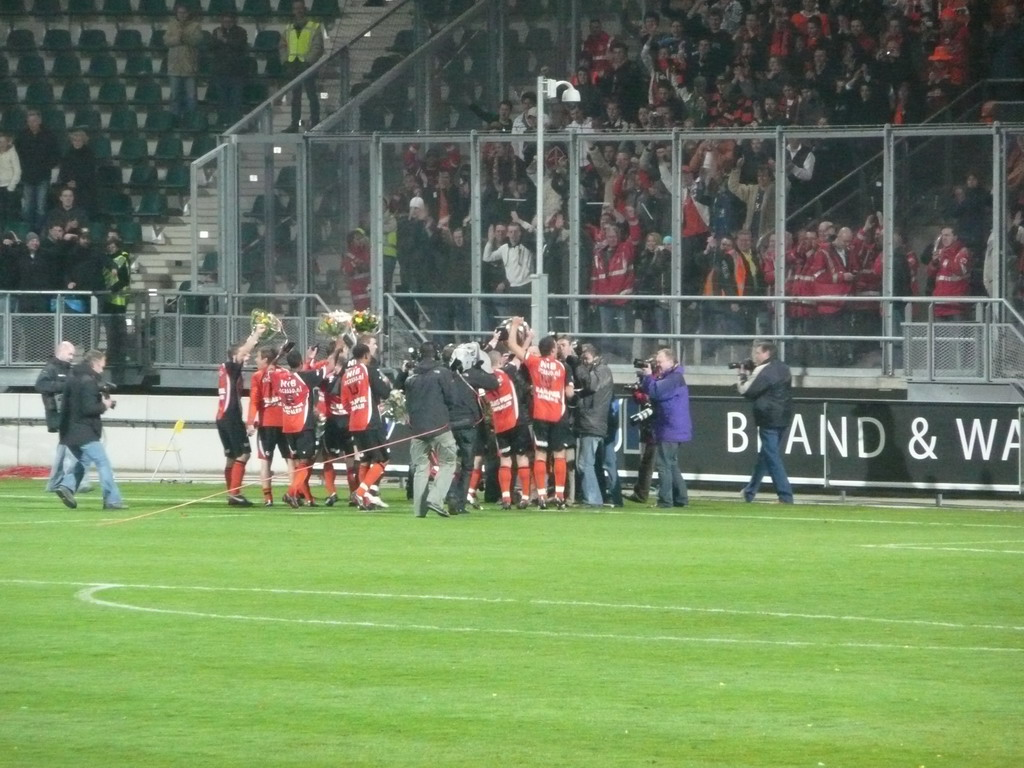
Volendam champion de Division 2 en 2008.

De 1987 à 1998, le club réussira à se maintenir onze saisons en Eredivisie, ce seront les meilleures années du FC Volendam avec une sixième place en championnat 1989-1990, le meilleur classement jamais réalisé en première division. Puis en 1995 une deuxième finale de Coupe des Pays-Bas, perdue contre le Feyenoord Rotterdam 2 à 1.

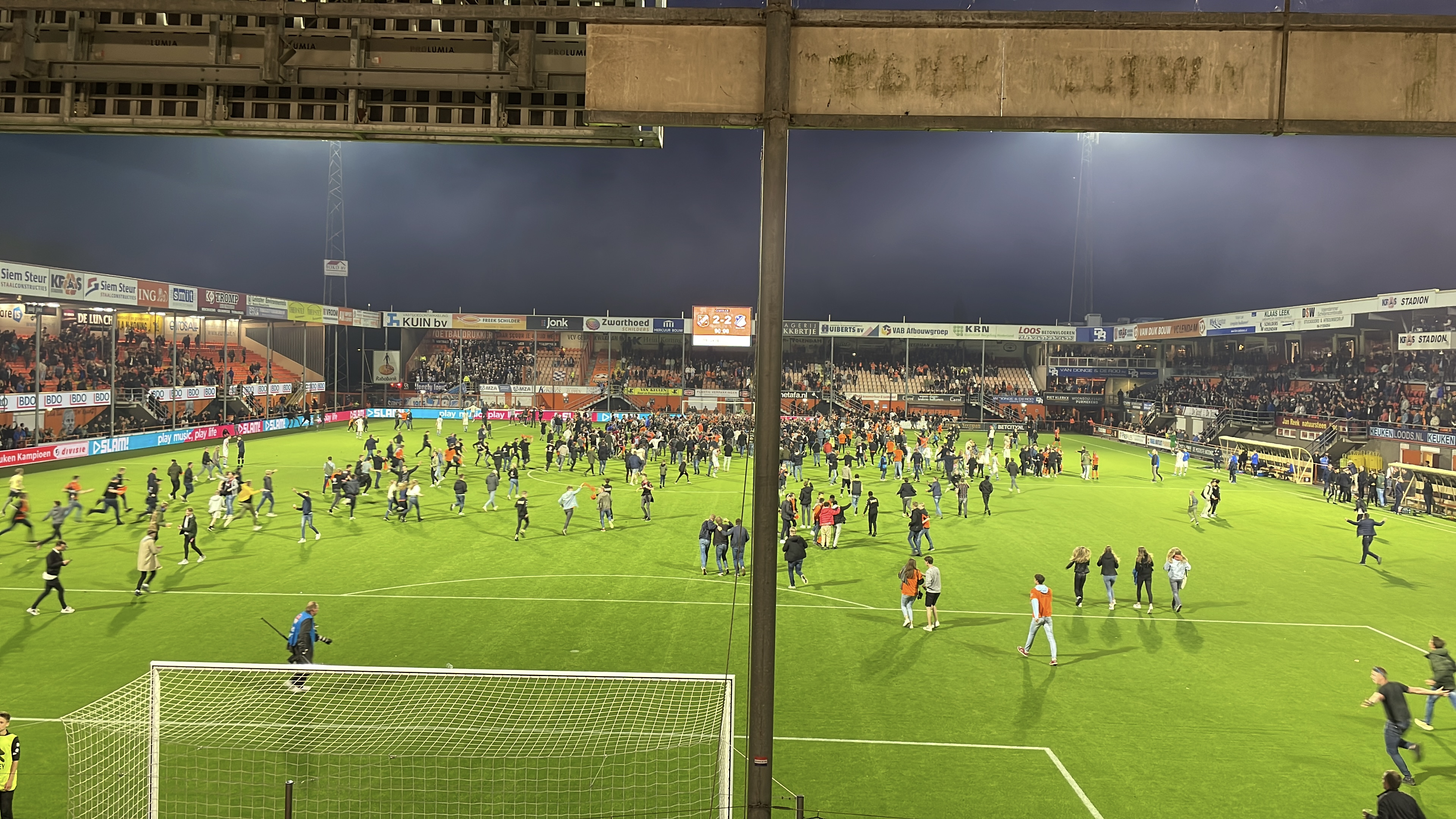
Supporters de Volendam célébrant la montée en Eredivisie en 2022.

En 2022, le retour en première division s'effectue après une période de treize saisons en deuxième division.
Avec sept titres de champion d'Eerste divisie, le FC Volendam détient le nombre record de ce titre.
Depuis 2022, le président du club est le chanteur et présentateur Jan Smit natif de Volendam.

## Stade
Le FC Volendam joue les matchs à domicile au Kras Stadion (en) d'une capacité de 6 984 places couvertes. Le nom vient de l'entreprise de recyclage Kras Recycling B.V. dont le directeur, Henk Kras, est également dans le conseil de surveillance du club. Le stade est équipé d'une pelouse artificielle.
Depuis 2021, il existe un projet de création d'un nouveau stade, remplaçant l'ancien stade situé en centre-ville.

## Palmarès
- Coupe des Pays-Bas :
  - Finaliste (2) : 1958, 1995
- Championnat des Pays-Bas de deuxième division  :
  - Champion (7) : 1959, 1961, 1967, 1970, 1987, 2008, 2025